# Treble (Band)
Treble war eine niederländische Band aus Limburg, die aus drei weiblichen Mitgliedern bestand: Caroline Hoffman (* 17. November 1975), Djem van Dijk (* 2. Juli 1987) und ihrer Schwester Niña van Dijk (* 26. Mai 1985). Treble hatte einen ganz außergewöhnlichen und eigenen Musikstil. Sie sangen teilweise in Englisch, aber auch in ihrer sogenannten „Treble-taal“ (dt. „Treble-Sprache“). Viele ihrer Lieder haben eine Art afrikanischen Rhythmus.

## Bandgeschichte

### Gründung
1995 lernte Caroline Hoffman die beiden Geschwister Van Dijk kennen, die in dem Moment noch 10-jährige Kinder waren. Die Eltern von Niña und Djem wollten, dass ihre beiden Töchter mit guter musikalischer Begleitung erzogen werden, da sie schon viel mit Gesang und Tanz zu tun hatten. In Caroline sahen sie die perfekte Lehrerin, die letztendlich auch zustimmte. Sie brachte den Geschwistern bei, wie man mit Musik umgeht, was sich in ihr befindet und was man alles aus ihr holen kann. Das Trio verstand sich schon auf Anhieb sehr gut, und schon recht früh kam die Idee einer eigenen Band: Treble. Sie begleiteten sich selbst mit Gitarre und afrikanischen Perkussionsinstrumenten, wie zum Beispiel die Conga und die Djembé. Da Niña und Djem die englische Sprache noch nicht beherrschten, brachte Caroline ihnen eine Sprache bei, die sie selbst erfunden hatten: Die sogenannte „Treble-Sprache“.

### Anfangszeit
In den Jahren danach traten Caroline, Niña und Djem als Treble auf vielen Feiern, in Urlauben in Italien und Griechenland und auf der Straße auf. Mit den Auftritten auf der Straße wusste das Trio schnell Aufmerksamkeit zu erlangen. 2002 gewann Treble den Sjengske, den Preis für das beste junge Musiktalent von Limburg. In der Folge trat Treble in regionalen und landesweiten Fernsehprogrammen auf und wurde nach einiger Zeit von dem A&R-Manager Ruud van Dulkenraad, von der Plattenfirma CNR Records, betreut. Ein ganzes Jahr lang arbeitete Treble an Liedern für ihr Debütalbum in einem Studio in Volendam. Am 29. September 2003 wurde Ramaganana veröffentlicht, die erste Single der Gruppe, von Treble geschrieben, von Peter van Asten produziert. Der swingende Hit wurde gänzlich in der „Treble-Sprache“ gesungen. Anfangs kam das Lied nicht sehr gut in den niederländischen Hitlisten an, doch nach einem Auftritt bei der Talk-Sendung Barend & Van Dorp und 50 Auftritten in CD-Läden der bekanntesten Einkaufsstraßen in den Niederlanden, schaffte Ramaganana es schließlich auf Platz eins der Hitlisten.

### Eurovision Song Contest
Im Jahr 2006 nahm Treble als niederländischer Beitrag mit dem Lied Amambanda am Eurovision Song Contest in Athen teil. Als Zwanzigste im Halbfinale konnte sich die Gruppe nicht für das Finale qualifizieren.

### Auflösung
Die Band löste sich im März 2010 auf. Die drei Frauen hatten sich entschlossen, jeweils ihre eigenen musikalischen Solo-Karrieren zu starten.

## Diskografie

### Alben
| Jahr | Titel      | Höchstplatzierung, Gesamtwochen, AuszeichnungChartsChartplatzierungen (Jahr, Titel, Platzierungen, Wochen, Auszeichnungen, Anmerkungen) | Anmerkungen                          |
| Jahr | Titel      | NL | Anmerkungen                          |
| ---- | ---------- | --- | ------------------------------------ |
| 2004 | No Trouble | NL18 (16 Wo.)NL | Erstveröffentlichung: 1. Juni 2004   |
| 2006 | Free       | NL49 (5 Wo.)NL | Erstveröffentlichung: 28. April 2006 |

### Singles
| Jahr | Titel Album                      | Höchstplatzierung, Gesamtwochen, AuszeichnungChartsChartplatzierungen (Jahr, Titel, Album, Platzierungen, Wochen, Auszeichnungen, Anmerkungen) | Anmerkungen                           |
| Jahr | Titel Album                      | NL | Anmerkungen                           |
| ---- | -------------------------------- | --- | ------------------------------------- |
| 2004 | Ramaganana No Trouble            | NL1 (13 Wo.)NL | Erstveröffentlichung: 31. Januar 2004 |
| 2004 | Magic/ Free As A Bird No Trouble | NL33 (3 Wo.)NL | Erstveröffentlichung: 12. Juni 2004   |
| 2006 | Amambanda Free                   | NL33 (3 Wo.)NL | Erstveröffentlichung: 8. April 2006   |

Weitere Singles
- 2004: Fragile